# مقاطعة وايومنغ (فرجينيا الغربية)
مقاطعة وايومنغ هي مقاطعة في فيرجينيا الغربية، بلغ عدد سكانها 23٬796  نسمة، في 2010، عاصمتها باينيفيل.

## الموقع
تشترك في الحدود مع:
- مقاطعة بوون (فرجينيا الغربية).